# Sebastián Beltrame
Sebastián Beltrame (Ushuaia, 19 de junho de 1983) é um biatleta argentino. Beltrame disputou os Jogos Olímpicos de Inverno de 2006 em Turim, terminando na 86ª posição na prova 20 km individual e na 84ª posição na prova 10km velocidade.